# Чемпионат СССР по лыжным гонкам 1928
Лично-командное первенство СССР и РСФСР на 4-м республиканском зимнем празднике проходило в Москве с 2 по 8 февраля 1928 года. Соревнования проводились по шести дисциплинам — гонки на 10, 30 и 50 км (мужчины), гонки на 3 и 5 км (женщины), смешанная эстафета 3х5 км (женщины, юноши, мужчины).

## Медалисты
| Дисциплина                | Золото                                                          | Серебро                                                   | Бронза                                                                    |
| ------------------------- | --------------------------------------------------------------- | --------------------------------------------------------- | ------------------------------------------------------------------------- |
| Гонка на 10 км мужчины    | Васильев Дмитрий Клуб им. Октябрьской революции Москва          | Воробьёв Фёдор Союз советских торговых служащих Ленинград | Салтыков Евгений Горнолыжный клуб Ленинград                               |
| Гонка на 30 км мужчины    | Додонов Аркадий Курская железная дорога Тула                    | Васильев Дмитрий Клуб им. Октябрьской революции Москва    | Чистяков Борис «Пищевик» Москва)                                          |
| Гонка на 50 км мужчины    | Васильев Дмитрий Клуб им. Октябрьской революции Москва          | Чистяков Борис «Пищевик» Москва)                          | Павлов Николай Гос. институт физ. образования Ленинград                   |
|                           |                                                                 |                                                           |                                                                           |
| Дисциплина                | Золото                                                          | Серебро                                                   | Бронза                                                                    |
| Гонка на 3 км женщины     | Чистякова Галина «Пищевик» Москва                               | Герасимова Анна «Рабземлес» Москва                        | Пенязева-Михайлова Антонина Опытно-показательная площадка Всеобуча Москва |
| Гонка на 5 км женщины     | Чистякова Галина «Пищевик» Москва                               | Гусева(Воробьева) Варвара «Пищевик» Ленинград             | Царёва Елизавета «Красный оружейник» Тула                                 |
|                           |                                                                 |                                                           |                                                                           |
| Дисциплина                | Золото                                                          | Серебро                                                   | Бронза                                                                    |
| Смешанная эстафета 3х5 км | Москва Пенязева-Михайлова Антонина Чернышов Юрий Борисов Михаил | Тула Царева Елизавета Смирнов Засецкий Александр          | Ленинград Гусева(Воробьева) Варвара Ильин Андрей Чистяков Николай         |